# زومرية
الزومرية (الاسم العلمي:Zhumeria) هي جنس من النباتات تتبع الفصيلة الشفوية من رتبة الشفويات. سمي هذا الجنس نسبةً إلى باحثة الإيرانية ماجدة زومر. تم وصف هذا الجنس من النبات علمياً لأول مرة من قبل كارل هاينز ريشنجر وبير ارلاند برغ وندلبو سنة 1967.

## أنواع الزومرية
هناك نوع وحيد لهذا الجنس:
- زومرية ماجدة